# ブレインデッド
『ブレインデッド』（Braindead）は、1992年にニュージーランドで公開されたコミカルなB級スプラッタ・ホラー映画。監督はピーター・ジャクソン。
1993年には、アボリアッツ国際ファンタスティック映画祭でグランプリ・批評家賞・SFX賞を受賞した。
北米では1990年に同名の映画が公開されていたため、『Dead Alive』（デッド・アライブ）と改題された。

## ストーリー
1957年、ニュージーランドに暮らす母親想いのライオネルは雑貨屋の娘であるパキータと運命的な出会いをする。
仲良くなった2人はデートに動物園へ出掛けるが、それが事件の発端となる。その動物園では、スカル島という南海の島で密猟者が捕獲した謎の生物「スマトラ・ラット・モンキー」が飼育されていた。子離れできないライオネルの母親であるヴェラは、2人の後を追跡して動物園へ向かうが、事故により檻の中のラット･モンキーに噛まれてしまう。
ヴェラはそれ以来体調を崩し、ライオネルの献身的な介抱も虚しく、容態は目に見えて悪化する一方。腐って落ちた皮膚を元に戻そうと努力してはみるものの、気づいたときにはゾンビとなっていた。
仕方なくヴェラを地下室に閉じ込めるが、看護師や神父など関わった者達も次々にゾンビと化していく。ライオネルは仕方なく地下室にゾンビたちを隔離して生活させていたが、ゾンビ同士の交配でベビーゾンビまでもが生まれる始末。
一方、ゾンビの存在を知らない狡猾な叔父のレスがヴェラの遺産と家を奪い取って盛大なパーティを開いてしまった。饗宴の最中に地下室に閉じ込められていたゾンビたちが解き放たれ、血みどろの終幕へと加速する。

## キャスト
- ライオネル・コスグローヴ - ティモシー・バルム
- パキータ・マリア・サンチェス - ダイアナ・ペニャルヴァー
- ヴェラ・コスグローヴ - エリザベス・ムーディ
- レス・カルコン - イアン・ワトキンス
- マクタヴィッシュ看護師 - ブレンダ・ケンドール
- マクラダー神父 - スチュワート・デヴァニー
- スカル島の学者/葬儀屋助手 - ピーター・ジャクソン

## スタッフ
- 監督：ピーター・ジャクソン
- 撮影：マレイ・ミルン
- 音楽：ピーター・ダゼント

## 作品解説
映画史上最大量と言われるおびただしい量の血しぶきが広がることでも有名な作品。『バッド・テイスト』に続き本作にも冒頭部分で出演もしているニュージーランド出身の監督ピーター・ジャクソンは、この映画で一躍有名になった。その後、メジャー路線に移り、『ロード・オブ・ザ・リング』で世界的成功を収めるに至った。
映画冒頭のニュージーランド国旗とエリザベス女王の肖像、また終盤でライオネルが女王陛下の肖像画を血しぶきからかばう場面は、本作が政府から補助金を受けていたために加えられた。

### 撮影
1990年代のニュージーランドでは、すでに路面電車は廃線となっており、映画に登場する路面電車はすべてミニチュア模型の合成映像である。この精巧なミニチュア技術は『ロード・オブ・ザ・リング』以降のジャクソン監督作品に受け継がれた。
クライマックスのスプラッタ・シーンでは約300リットルの偽血が使われた。主な材料はメープル・シロップである。

## 反響・評価
ニュージーランドでは動員50万人の大ヒットを記録。フランスでも、1週間の限定公開に7万人が駆けつけた。
『羊たちの沈黙』のジョナサン・デミ監督は「エネルギッシュかつ高度なストーリーテリング、さらには常軌を逸したユーモアのセンスに心躍らされた」と本作を大絶賛している。

## 受賞
本作は前述のアボリアッツ国際ファンタスティック映画祭以外にも、シッチェス・カタロニア国際映画祭国際ファンタスティック映画祭'92：特殊効果賞、ローマ国際ファンタスティック映画祭'92：主演男優賞・特殊効果賞、第1回モントリオール国際ファンタスティック映画祭：監督賞・作曲賞、第13回ボルト・ファンタ：グランプリなど、数多くの賞に輝いた。

## 備考
- 写真と回想シーンに登場するライオネルの父親を演じるのは、プロデューサーのジム・ブースである。